# Kryevidh
Kryevidh là một đô thị trong quận Kavajë thuộc hạt Tirana, Albania. Dân số năm 2005 là 6421 người.